# Cornufer
Cornufer – rodzaj płazów bezogonowych z podrodziny Ceratobatrachinae w rodzinie Ceratobatrachidae.

## Zasięg występowania
Rodzaj obejmuje gatunki występujące na Fidżi, Wyspach Admiralicji, Archipelagu Bismarcka, Molukach i całym archipelagu Wysp Salomona (zarówno Wyspy Salomona, jak i Papua-Nowa Gwinea), z wyjątkiem Makiry.

## Systematyka

### Etymologia
- Cornufer: łac. cornu „róg”[15]; fero „nosić”[16].
- Phyllodytes: gr. φυλλον phullon „liść”[17]; δυτης dutēs „nurek”, od δυω duō „zanurzać się”[18]. Nazwa zastępcza dla Cornufer Tschudi, 1838.
- Halophila (Halophilus): gr. ἁλς hals, ἁλος halos „morze”[19]; φιλος philos „miłośnik”, od φιλεω phileō „kochać”[20]. Gatunek typowy: Halophila vitiensis Günther, 1859.
- Ceratobatrachus: gr. κερας keras, κερατος keratos „róg”[21]; βατραχος batrakhos „żaba”[22]. Gatunek typowy: Ceratobatrachus guentheri Boulenger, 1884.
- Batrachylodes (Batrachhylodes): βατραχος batrakhos „żaba”[22]; rodzaj Hyla Laurenti, 1768; -οιδης -oidēs „przypominający”[23]. Gatunek typowy: Batrachylodes vertebralis Boulenger, 1887.
- Discodeles: gr. δισκος diskos „dysk, płyta”[24]; δηλος dēlos „widoczny”[25]. Gatunek typowy: Rana guppyi Boulenger, 1884.
- Palmatorappia: łac. palmatus „dłoniasty, płetwowaty, od palma „dłoń”[26]; rodzaj Rappia Günther, 1865. Gatunek typowy: Hylella solomonis Sternfield, 1918.
- Hypsirana: gr. ὑψι hupsi „wysoko, w górze”[27]; łac. rana „żaba”[28]. Gatunek typowy: Hypsirana heffernani Kinghorn, 1928.
- Potamorana: gr. ποταμος potamos „rzeka”; łac. rana „żaba”[12]. Gatunek typowy: Rana bufoniformis Boulenger, 1884 (opisany jako podrodzaj Cornufer).
- Aenigmanura: łac. aenigma, aenigmatis „tajemnica, zagadka”, od gr. αινιγμα ainigma, αινιγματος ainigmatos „zagadka”; rana „żaba”[13]. Gatunek typowy: Platymantis papuensis schmidti Brown & Tyler, 1968 (opisany jako podrodzaj Cornufer).

### Podział systematyczny
Do rodzaju należą następujące gatunki:

- Cornufer acrochordus Brown, 1965
- Cornufer aculeodactylus (Brown, 1952)
- Cornufer adiastolus (Brown, Richards, Sukumaran & Foufopoulos, 2006)
- Cornufer admiraltiensis (Richards, Mack & Austin, 2007)
- Cornufer akarithymus (Brown & Tyler, 1968)
- Cornufer batantae (Zweifel, 1969)
- Cornufer bimaculatus (Günther, 1999)
- Cornufer boulengeri Boettger, 1892
- Cornufer browni (Allison & Kraus, 2001)
- Cornufer bufoniformis (Boulenger, 1884)
- Cornufer bufonulus (Kraus & Allison, 2007)
- Cornufer caesiops (Kraus & Allison, 2009)
- Cornufer cheesmanae (Parker, 1940)
- Cornufer citrinospilus (Brown, Richards & Broadhead, 2013)
- Cornufer cryptotis (Günther, 1999)
- Cornufer custos (Richards, Oliver & Brown, 2015)
- Cornufer desticans (Brown & Richards, 2008)
- Cornufer elegans (Brown & Parker, 1970)
- Cornufer exedrus Travers, Richards, Broadhead & Brown, 2018
- Cornufer gigas (Brown & Parker, 1970)
- Cornufer gilliardi (Zweifel, 1960)
- Cornufer guentheri (Boulenger, 1884) – pyskorożek salomoński[29]
- Cornufer guppyi (Boulenger, 1884)
- Cornufer hedigeri Brown, Siler, Richards, Diesmos & Cannatella, 2015
- Cornufer heffernani (Kinghorn, 1928)
- Cornufer latro (Richards, Mack & Austin, 2007)
- Cornufer macrops Brown, 1965
- Cornufer macrosceles (Zweifel, 1975)
- Cornufer magnus (Brown & Menzies, 1979)
- Cornufer malukuna (Brown & Webster, 1969)
- Cornufer mamusiorum (Foufopoulos & Brown, 2004)
- Cornufer manus (Kraus & Allison, 2009)
- Cornufer mediodiscus (Brown & Parker, 1970)
- Cornufer mimicus (Brown & Tyler, 1968)
- Cornufer minutus (Brown & Parker, 1970)
- Cornufer montanus (Brown & Parker, 1970)
- Cornufer myersi (Brown, 1949)
- Cornufer nakanaiorum (Brown, Foufopoulos & Richards, 2006)
- Cornufer neckeri Brown & Myers, 1949
- Cornufer nexipus (Zweifel, 1975)
- Cornufer opisthodon (Boulenger, 1884)
- Cornufer paepkei (Günther, 2015)
- Cornufer papuensis (Meyer, 1875)
- Cornufer parilis (Brown & Richards, 2008)
- Cornufer parkeri Brown, 1965
- Cornufer pelewensis (Peters, 1867)
- Cornufer punctatus (Peters & Doria, 1878)
- Cornufer schmidti (Brown & Tyler, 1968)
- Cornufer solomonis Boulenger, 1884
- Cornufer sulcatus (Kraus & Allison, 2007)
- Cornufer trossulus (Brown & Myers, 1949)
- Cornufer vertebralis (Boulenger, 1887)
- Cornufer vitianus (A.M.C. Duméril, 1853)
- Cornufer vitiensis (Girard, 1853)
- Cornufer vogti (Hediger, 1934)
- Cornufer weberi (Schmidt, 1932)
- Cornufer wolfi (Sternfeld, 1920)
- Cornufer wuenscheorum (Günther, 2006)